# Reyemia nemesioides
Reyemia nemesioides là một loài thực vật có hoa trong họ Huyền sâm. Loài này được (Diels) Hilliard miêu tả khoa học đầu tiên năm 1992.